# Eric Gehrig
Eric Otto Gehrig (* 25. Dezember 1987 in Harvey) ist ein ehemaliger US-amerikanischer Fußballspieler, der meist als Mittelfeldspieler eingesetzt wurde. Er steht zuletzt bei Chicago Fire unter Vertrag.
Aktuell ist er Co-Trainer bei Chicago Fire.

## Karriere

### Jugend und Amateurfußball
Gehrig spielte während seiner Zeit an der Loyola University Chicago für das Collegeteam seiner Universität, die Loyola Ramblers. Für diese absolvierte er in vier Jahren insgesamt 73 Spiele.

### Vereinskarriere
Gehrig unterzeichnete am 17. März 2011 einen Profivertrag bei dem MLS-Franchise Columbus Crew. Für diesen Verein absolvierte er am 26. Juni 2011 sein Pflichtspieldebüt gegen die Colorado Rapids. Zum ersten Mal in der Startelf stand Gehrig dann am 6. Juli 2011 beim 1:0-Sieg gegen die Vancouver Whitecaps.
Am 10. Dezember 2014 wurde er als zehnter Pick in der ersten Runde des MLS Expansion Draft 2014 von Orlando City ausgewählt aber kurz darauf zu Chicago Fire, im Tausch gegen einen Pick in der zweiten Runde des MLS Super Draft 2016, transferiert.